# Kazimieras Zdanavičius
Pour les articles homonymes, voir Zdanavičius.
Kazimieras Zdanavičius, né à Panevėžys le 4 juin 1938 est un astronome lituanien.
Diplômé de l'université de Vilnius en 1961, il a travaillé ensuite pour l'Académie des sciences de Lituanie.
Le Centre des planètes mineures le crédite de la découverte de l'astéroïde (95851) Stromvil, découverte effectuée le 26 mars 2003 avec la collaboration de Kazimieras Černis.
L'astéroïde (203823) Zdanavicius lui a été dédié.